# Jinkela
Jinkela (金坷垃) é uma marca de fertilizantes chinesa que afirma promover a absorção de minerais pelas plantas (nitrogênio, fósforo e potássio). Comerciais do produto foram transmitidos em algumas áreas da China Continental por volta de 2007, e o produto foi vendido na Província de Henan e áreas adjacentes. Devido ao fato dos comerciais serem exagerados e falsos, mas cativantes, foi alvo de diversos memes chineses, tornando-se um dos fenômenos da Internet mais conhecidos do país.

## Descrição
A empresa afirma que Jinkela é um fertilizante aditivo produzido pela San Diego Bioengineering Co., Ltd. nos Estados Unidos. No entanto, internautas notaram que a empresa apresentada no comercial, na verdade, é de Flórida em vez de San Diego, na Califórnia. Além disso, "Kela" não é uma palavra transliterada de uma língua estrangeira, mas o significado de "bloco de lama" (Tu Kela) no dialeto do norte da China. Os internautas também descobriram que "San Diego Bioengineering Co., Ltd." não tem nada a ver com os Estados Unidos, mas com Zhengzhou, em Henan, China. O anúncio de Jinkela chamou a atenção das autoridades chinesas por causa de seu slogan exagerado, chamando-o de anúncio falso com "conteúdo falso e estilo discreto".

## Comercial e popularidade
Um dos anúncios mostra um estadunidense que estava carregando fertilizante Jinkela, e foi parado por um africano e um japonês no caminho. Os dois estavam competindo por Jinkela e, finalmente, o estadunidense tenta impedir o japonês de utilizar o fertilizante para aumentar a produção de grãos sem importar trigo dos Estados Unidos, em nome de apoiar o povo da África, e se recusa a exportar Jinkela para o Japão. Como os três estrangeiros falavam chinês com sotaque estrangeiro, e seu tom era exagerado e seus movimentos violentos, além do jingle e da pronúncia de 'San Diego' no final, que foi extremamente distorcida, o público achou o comercial engraçado, sendo alvo de diversos memes. Foi apelidado pelos internautas como o "Golden Kela Trio" ou "o trio americano-japonês". O meme foi referenciado na versão chinesa do website Engadget ao comentar sobre o smartphone Prada, da LG.
A imagem do homem que aparece na caixa do Jinkela, Wellin Boss, foi falsamente atribuída a Wilson Edwards, que era o nome de um suposto biólogo suíço citado em meios de comunicação chineses condenando os Estados Unidos por questões relacionadas às investigações sobre a origem do COVID-19, o que foi comprovado como falso.